# Haapasaari (ö i Södra Savolax, Pieksämäki, lat 62,34, long 27,14)
Haapasaari är en ö i Finland. Den ligger i sjön Pieksänjärvi och i kommunen Pieksämäki i den ekonomiska regionen  Pieksämäki ekonomiska region  och landskapet Södra Savolax, i den centrala delen av landet, 270 km nordost om huvudstaden Helsingfors. Öns area är 0,3 hektar och dess största längd är 90 meter i sydväst-nordöstlig riktning.